# Upogebia pillsbury
Upogebia pillsbury är en kräftdjursart som beskrevs av Williams 1993. Upogebia pillsbury ingår i släktet Upogebia och familjen Upogebiidae. Inga underarter finns listade i Catalogue of Life.